# Einar Cook
Einar Cook (født 12. oktober 1890 i Bergen, død 12. juli 1972) var en norsk bokser. 
Cook vandt en guldmedalje i vægtklassen mellemvægt NM 1914 og
NM 1915. Cook var også boksetræner og boksedommer i Bergen. 